# Vesvres
Vesvres település Franciaországban, Côte-d’Or megyében. Lakosainak száma 29 fő (2022. január 1.). Vesvres Vitteaux, Beurizot és Boussey községekkel határos.

## Népesség
A település népessége az elmúlt években az alábbi módon változott:
| Lakosok száma | 38   | 33   | 32   | 27   | 23   | 26   | 27   | 28   | 28   | 29   |
|               | 1968 | 1982 | 1990 | 2006 | 2013 | 2015 | 2017 | 2019 | 2020 | 2022 |